# I cacciatori (film 1958)
I cacciatori è un film del 1958 diretto da Dick Powell, tratto dal romanzo Per la gloria (The Hunters) di James Salter, con protagonisti Robert Mitchum e Robert Wagner nei panni di due piloti di caccia dell'aeronautica statunitense molto diversi durante il loro servizio nella guerra di Corea.

## Trama
Durante la Guerra di Corea, il maggiore Cleve "Iceman" Saville, un asso veterano della seconda guerra mondiale, torna a combattere, desideroso di pilotare il caccia F-86 Sabre. Il suo comandante, il colonnello "Dutch" Imil, gli assegna il comando di un volo. Tra i suoi piloti c'è un nuovo sostituto, il talentuoso ma sfacciato tenente Ed Pell. Nella sua prima missione, Pell abbandona il suo caposquadra per inseguire un gruppo di MiG-15 e l'altro pilota viene ucciso. Di conseguenza, Saville vuole che Pell venga assegnato a qualcun altro, ma Imil rifiuta. Pell era il primo della classe alla scuola di volo e lo vede come una versione più giovane di Saville. Se qualcuno riesce a far crescere Pell, è il maggiore.
Un altro pilota al comando di Saville, il tenente Carl Abbott, pone un problema diverso. Non ha fiducia nelle sue capacità; la sua preoccupata moglie Kristina chiede a Saville di vegliare su di lui. Saville si innamora di lei e anche lei lo ricambia. Consapevole della situazione sentimentale che c'è tra il maggiore e sua moglie, Abbott propone a Saville un patto: ovvero lui potrà stare con sua moglie ma in cambio lui dovrà avere l'opportunità di scontrarsi con "Casey Jones", l'asso nemico più temuto di tutti. Saville disgustato da questa proposta rifiuta.
Tuttavia, in una missione poco dopo, Abbott si scontra con "Casey Jones" e viene abbattuto e precipita dietro le linee nemiche. Saville abbatte l'asso nemico, poi cerca Abbott. Quando vede il paracadute di Abbott, Saville fa atterrare deliberatamente il suo aereo nelle vicinanze, disobbedendo agli ordini permanenti di restare in volo e rientrare. Una volta atterrato raggiunge il luogo dove il suo compagno è atterrato e lo trova appeso a un albero, taglia il paracadute impigliato e fa scendere Abbott che è rimasto ferito, ma vengono immediatamente attaccati da una pattuglia nemica. Pell attacca i soldati nemici, ma questi lo abbattono e si unisce ai suoi compagni a terra. Il trio quindi attraversa il territorio nemico nella speranza di raggiungere le linee amiche.
Lungo la strada, i piloti vengono assistiti da un contadino cristiano coreano e dalla sua famiglia. Quando passa una pattuglia nemica, gli americani si nascondono. Tuttavia, nella fretta, lasciano una delle loro giacche, che viene avvistata. Di conseguenza, l'intera famiglia viene giustiziata, inclusa una ragazza. Saville e Pell li vendicano, tendendo un'imboscata e spazzando via la pattuglia, ma Saville viene colpito alla spalla. Feriti, esausti e affamati, i tre aviatori raggiungono finalmente la sicurezza delle linee delle Nazioni Unite.
In seguito, Saville e Abbott vengono ricoverati in un ospedale militare. Abbott deve essere trasferito di nuovo negli Stati Uniti per riprendersi. Il suo incontro con la morte ha cambiato le sue priorità; chiede con rimorso a Kristina un'altra possibilità per il loro matrimonio. E lei decide di accettare.

## Critica
(Leo Pestelli)